# نهائي كأس أوروبا 1963
نهائي كأس أوروبا 1963 هي مباراة كرة القدم بين ميلان وبنفيكا، أقيمت في ملعب ويمبلي، لندن، في 22 مايو 1963. فاز ميلان بالمباراة 2-1، حيث حقق فيها البطولة للمرة الأولى.